# Nicanor Parra
Nicanor Parra Sandoval, född 5 september 1914 i San Fabián de Alico i BioBío, död 23 januari 2018 i La Reina utanför Santiago, var en chilensk poet, självutnämnd antipoet. Hans verk har haft stort inflytande i den spanskspråkiga litteraturen.
Parra krediteras för antipoesin, ett litterärt uttryck som bryter mot de traditionella reglerna inom lyriken. En av hans mest kända verk är ""Poemas y Antipoemas"", där han bryter mot syntax och metaforer genom att ha ett vardagligt och direkt språk.
Nicanor Parra var medlem i familjen Parra, som består av kända chilenska folkloreartister, däribland Roberto, Violeta och Eduardo (Lalo).

## Biografi
Parra var son till Clara Rosa Sandoval Navarrete. Han växte upp i en konstnärlig miljö. Från barndomen bodde han växelvis i Santiago, Lautaro, Ancud och Chillán. 1932 flyttade han till Santiago, där han avslutade sina studier i gymnasiet tack vare ett bidrag från de fattiga studenternas fond. Där lärde han känna Jorge Millas, Luis Oyarzun och Carlos Pedraza, med vilka han hade stor konstnärlig samhörighet. 1933 påbörjade Parra studier vid Pedagogiska institutet vid universidad de Chile för att studera matematik och fysik. Han finansierade sina studier genom att arbeta som inspektör i en skola och det var där han 1935 publicerade sin första antidikt kallad "Gato en el camino" (Katt på vägen) i en tidning som han hade grundat tillsammans med Millas och Pedraza. Berättelsen skickades ut till alla kolleger, lärare och elever vid skolan.
Han avslutade sina studier vid Pedagogiska institutet 1937, för att sedan tjänstgöra som lärare i matematik och fysik i Chillan. Samma år publicerade han sin första diktsamling Cancionero sin nombre (sångbok utan namn) som hade influenser från García Lorca.

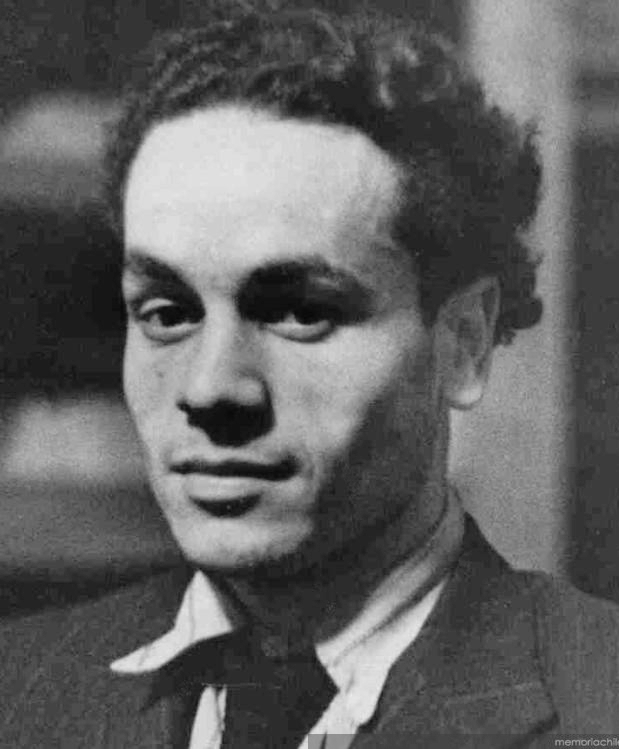
Nicanor Parra (cirka 1935)

1938 tilldelades han Santiagos kommunala pris för hans bidrag i fysik och matematik.
1943 reste han till USA för att studera avancerad mekanik vid Brown University. Tillbaka i Chile 1946 anslöt sig han till universitetet i Chile som docent i mekanik. 1948 utsågs han till tillförordnad direktör för ingenjörsutbildningen i universidad de Chile. År 1949 åkte han till England tack vare ett stipendium från British Council i avsikt att studera kosmologi i Oxford. Efter sin tid i USA och England samt poetens motstånd mot traditionella dikter av Pablo Neruda, är allt detta av betydelse för utformningen av hans anti-poesi.
Tillbaka i Chile 1951 gifte han sig med svenskan Inga Palmén. I universidad de Chiles annaler finns ett urval av hans antidikter. Sedan 1952 gjordes ytterligare framsteg i icke-traditionell poesi.
1954 utkom hans andra bok: Poemas y Antipoemas. Antipoesisystemet omfattar bland annat en antihjälte, humor, ironi, sarkasm och en vers vars ordförråd och syntax inte följer den klassiska litterära modellen. I Chile fick den nya stilen i poesi offentligt stöd av litteraturkritikern Ignacio Valente, som sedan blev en av dess viktigaste förespråkare.
År 1959 blev Nicanor Parra inbjuden till världsfredskongressen i Peking, Kina. För att komma dit åkte han via Stockholm. Där besökte han Artur Lundkvist. Hemma hos honom lärde han känna författarinnan Sun Axelsson. Det känslomässiga bandet kommer att motivera hennes resa till Chile.
År 1969 mottog han Chiles nationella litteraturpris för sitt litterära verk och för sin senaste bok som hade publicerats samma år.
År 1991 tilldelades han Juan Rulfopriset i Mexiko. Samma år utnämndes han till hedersdoktor vid Brown University. Andra universitet har också utnämnt honom till hedersdoktor: Universitetet i Concepción 1996, Universidad Biobío och universitetet i Oxford år 2000. 
2001 fick Nicanor Parra Drottning Sofía-priset i iberoamerikansk poesi. Samma år fick han Bicentennial-priset av Chiles kulturella fond och Universidad de Chile.
2006 presenterade Parra sin bok Obras completas y algo mas, som blev den bäst säljande boken på Santiagos bokmässa 2006.
Nicanor Parra blev nominerad till Nobelpriset i litteratur flera gånger. Den första officiella utnämningen var 1995, av New Yorks universitet. Det andra officiella försöket leddes av universitetet i Concepción 1997 och tre år senare av Machitún-2000, som förmedlade nomineringen med hjälp av Universidad de Chile.
2011 belönades han med Cervantespriset, ansett som det förnämsta litterära priset för spanskspråkiga författare.
På svenska finns den tvåspråkiga utgåvan Manchas en la pared = Fläckar på väggen (tolkning Leif Duprez, Tranan, 2003).

## Artikelursprung
Den här artikeln är helt eller delvis baserad på material från spanskspråkiga Wikipedia.